# 선경 (가수)
선경(본명: 임선경, 1982년 12월 7일 ~ )은 대한민국의 가수이다.

## 데뷔
- 2010년 싱글 앨범 '좋은 날이 올거야'

## 음반
- 2010년 좋은날이 올거야
- 2012년 막가리
- 2013년 진짜 여자 (영화 '응징자' OST)
- 2014년 카사노바
- 2017년 밥을 한번 살까

## 수상
- 2003년 전국대학 문경새제장사 씨름대회 문경시민노래자랑 인기상
- 2010년 제18회 대한민국문화연예대상 신인상
- 2010년 제11회 대한민국문화예술대상 성인가요신인가수상
- 2014년 제9회 대한민국사회공헌대상
- 2015년 대한민국 세종대왕 나눔봉사 대상